# 長崎市立式見小学校
長崎市立式見小学校（ながさきしりつ しきみしょうがっこう、Nagasaki City Shikimi Elementary School）は、長崎県長崎市式見町にある公立小学校。

## 概要
歴史
1874年（明治7年）に開校した「公立式見小学校」を前身とする。数回の改称を経て、1962年（昭和37年）に現校名となった。2024年（令和6年）に創立150周年を迎えた。
校章
月桂樹、太陽の絵を組み合わせ、中央に「小」の文字を置く。
校歌
1957年（昭和32年）に創立80周年を記念して制定。作詞は田島日露記、作曲は宗久彌による。歌詞は3番まであり、各番とも「われらが母校式見 式見小学校」で終わる。
通学区域
長崎市立小江原中学校区

## 沿革
- 1874年（明治7年）3月 - 式見村 鼻崎郷 字城山に「公立式見小学校」が創立。 後に小学校令の施行により、「式見尋常小学校」となる。
- 1889年（明治22年）5月 - 校舎を里郷城山に移転。
- 1908年（明治41年）4月 - 小学校令の改正により、高等科（修業年限2ヶ年）を併置し「式見尋常高等小学校」と改称。義務教育年限を尋常科6ヶ年とする。
- 1941年（昭和16年）4月1日 - 国民学校令により、「式見村国民学校」と改称。尋常科を初等科に改称。
- 1947年（昭和22年）4月1日 - 学制改革（六・三制の実施）
  - 旧・国民学校の初等科を改組し、「式見村立式見小学校」とする。
  - 旧・国民学校の高等科を改組し、式見村立式見中学校（新制中学校）とし、新校舎完成・移転までの間、小学校に併設。
- 1948年（昭和23年）4月 - 式見小学校育友会（PTA）が発足。
- 1957年（昭和32年）11月 - 校歌を制定。
- 1962年（昭和37年）1月1日 - 式見村が長崎市に編入され、「長崎市立式見小学校」（現校名）に改称。
- 1966年（昭和41年）4月1日 - 特殊学級（現・特別支援学級）を開設。
- 1972年（昭和47年）4月 - 給食室を新設し、完全給食を実施。
- 1976年（昭和51年）3月 - 創立100周年を記念し、記念式典を挙行、記念碑を建立。
- 1978年（昭和53年）3月 - 体育館が完成。
- 1981年（昭和56年）4月 - 陸橋が完成。
- 1985年（昭和60年）1月 - 校舎を改築。プールを新設。
- 1998年（平成10年）4月 - 校内のえのきが長崎市の天然記念物に指定される。
- 2020年（令和2年）4月 - 長崎市立式見中学校の閉校により、中学校区が長崎市立小江原中学校に変更となる。

## アクセス
最寄りのバス停
- 長崎バス　相川・桜の里行きのバスに乗車し、「式見」バス停で下車後、徒歩5～10分。

最寄りの道路
- 国道202号線
- 長崎県道112号長崎式見港線

## 周辺
- 旧・長崎市立式見中学校 - 2020年（令和2年）3月末に閉校。
- 旧・長崎県立長崎式見高等学校 - 2008年（平成20年）3月に閉校。

## 関連事項
- 長崎県小学校一覧